# Mecosaspis fuscoaenea
Mecosaspis fuscoaenea là một loài bọ cánh cứng trong họ Cerambycidae.